# Supremacy (Muse)
Supremacy is een single van de Britse rockgroep Muse. Het is de vierde single van het zesde studioalbum The 2nd law en kwam uit op 25 februari 2013.
De band speelde het nummer samen met een orkest en een koor tijdens de Brit Awards op 20 februari 2013. Een opname daarvan werd uitgegeven als muziekdownload op iTunes, de opbrengsten gaan naar War Child. Het nummer is geïnspireerd door Kashmir van Led Zeppelin.

## Muziekvideo
De muziekvideo voor het nummer werd op 2 februari 2013 door NME vrijgegeven. Deze is opgenomen in Los Angeles.

## Tracklist
| 1.                | Supremacy (radioversie) | 4:25 |
| 2.                | Supremacy (albumversie) | 4:55 |
| Totale duur: 9:20 |                         |      |

| Nr. | Titel            | Duur |
| --- | ---------------- | ---- |
| 1.  | Supremacy (live) | 4:48 |